# Maybe Happy Ending
Maybe Happy Ending (em coreano: 어쩌면 해피엔딩) é um musical sul-coreano com letras escritas por Hue Park, música composta por Will Aronson e livro escrito por Park e Aronson.  O musical, que é apresentado sem intervalo, segue dois robôs ajudantes realistas, Oliver e Claire, que se descobrem em Seul no final do século 21 e desenvolvem uma conexão que desafia o que eles acreditam ser possível para si mesmos, explorando relacionamentos, amor e mortalidade.
Dirigido por Kim Dong-yeon, Maybe Happy Ending teve sua estreia em Seul no Lifeway Hall na DCF Daemyung Cultural Factory em 2016 com críticas positivas. No Korea Musical Awards, foi indicado e ganhou seis prêmios, incluindo Melhor Musical: Pequeno Teatro, Música, Letra e Livro. O musical também ganhou quatro prêmios no Yegreen Musical Awards, incluindo Musical do Ano e Música (Aronson). Maybe Happy Ending foi revivido várias vezes na Coreia e internacionalmente, incluindo uma produção da Broadway que estreou em 2024 com outra recepção crítica positiva. Ele empatou para uma liderança de dez indicações no 78º Tony Awards e ganhou seis, incluindo Melhor Musical, Melhor Livro e Melhor Trilha Sonora.  Ele também ganhou seis Drama Desk Awards. 

## Contexto
O musical se passa em um futuro próximo na região metropolitana de Seul. Oliver e Claire são robôs com aparência humana, criados para ajudar as pessoas. Eles residem em um apartamento para robôs auxiliares abandonado por seus donos. Oliver é um modelo anterior de robô auxiliar que carece de algumas funções e habilidades sociais, mas é durável, enquanto Claire é um modelo mais recente, mas consome muita bateria, entre outros problemas, apesar de suas muitas funções. 

## Prêmios e indicações
| Cerimônia                                                         | Ano  | Categoria                                                   | Vencedor                                                                 | Resultado | Ref.   |
| ----------------------------------------------------------------- | ---- | ----------------------------------------------------------- | ------------------------------------------------------------------------ | --------- | ------ |
| 6th Yegreen Musical Award                                         | 2017 | Musical of the Year (small theatre)                         | Maybe Happy Ending                                                       | Venceu    | [ 5 ]  |
| 6th Yegreen Musical Award                                         | 2017 | Music Award                                                 | Will Aronson                                                             | Venceu    | [ 5 ]  |
| 6th Yegreen Musical Award                                         | 2017 | Female Popularity Award                                     | Jeon Mi-do                                                               | Venceu    | [ 5 ]  |
| 6th Yegreen Musical Award                                         | 2017 | Best Director                                               | Kim Dong-yeon                                                            | Venceu    | [ 6 ]  |
| Richard Rodgers Award by the American Academy of Arts and Letters | 2017 | Production Award                                            | What I Learned from People (early English version of Maybe Happy Ending) | Venceu    | [ 7 ]  |
| 2nd Korea Musical Awards                                          | 2018 | Best Musical: Small Theater                                 | Maybe Happy Ending                                                       | Venceu    | [ 8 ]  |
| 2nd Korea Musical Awards                                          | 2018 | Screenwriter/Lyricist                                       | Hue Park & Will Aronson                                                  | Venceu    | [ 8 ]  |
| 2nd Korea Musical Awards                                          | 2018 | Composer                                                    | Will Aronson                                                             | Venceu    | [ 8 ]  |
| 2nd Korea Musical Awards                                          | 2018 | Best Actress                                                | Jeon Mi-do                                                               | Venceu    | [ 8 ]  |
| 2nd Korea Musical Awards                                          | 2018 | Best Director                                               | Kim Dong-yeon                                                            | Venceu    | [ 8 ]  |
| 8th E-Daily Culture Awards                                        | 2021 | Grand Prize                                                 | Maybe Happy Ending                                                       | Venceu    | [ 9 ]  |
| New York Drama Critics' Circle Award                              | 2025 | Best Musical                                                | Will Aronson and Hue Park                                                | Venceu    | [ 10 ] |
| Drama Desk Awards                                                 | 2025 | Outstanding Musical                                         | Maybe Happy Ending                                                       | Venceu    | [ 3 ]  |
| Drama Desk Awards                                                 | 2025 | Outstanding Lead Performance in a Musical                   | Darren Criss                                                             | Indicado  | [ 3 ]  |
| Drama Desk Awards                                                 | 2025 | Outstanding Lead Performance in a Musical                   | Helen J. Shen                                                            | Indicado  | [ 3 ]  |
| Drama Desk Awards                                                 | 2025 | Outstanding Director of a Musical                           | Michael Arden                                                            | Venceu    | [ 3 ]  |
| Drama Desk Awards                                                 | 2025 | Outstanding Music                                           | Will Aronson and Hue Park                                                | Venceu    | [ 3 ]  |
| Drama Desk Awards                                                 | 2025 | Outstanding Lyrics                                          | Will Aronson and Hue Park                                                | Venceu    | [ 3 ]  |
| Drama Desk Awards                                                 | 2025 | Outstanding Book of a Musical                               | Will Aronson and Hue Park                                                | Venceu    | [ 3 ]  |
| Drama Desk Awards                                                 | 2025 | Outstanding Orchestrations                                  | Will Aronson                                                             | Indicado  | [ 3 ]  |
| Drama Desk Awards                                                 | 2025 | Outstanding Scenic Design of a Musical                      | Dane Laffrey and George Reeve (includes video design)                    | Venceu    | [ 3 ]  |
| Drama League Awards                                               | 2025 | Outstanding Production of a Musical                         | Maybe Happy Ending                                                       | Venceu    | [ 11 ] |
| Drama League Awards                                               | 2025 | Outstanding Direction of a Musical                          | Michael Arden                                                            | Venceu    | [ 11 ] |
| Drama League Awards                                               | 2025 | Distinguished Performance                                   | Darren Criss                                                             | Indicado  | [ 11 ] |
| Drama League Awards                                               | 2025 | Distinguished Performance                                   | Helen J. Shen                                                            | Indicado  | [ 11 ] |
| Outer Critics Circle Awards                                       | 2025 | Outstanding New Broadway Musical                            | Maybe Happy Ending                                                       | Venceu    | [ 12 ] |
| Outer Critics Circle Awards                                       | 2025 | Outstanding Lead Performer in a Broadway Musical            | Darren Criss                                                             | Indicado  | [ 12 ] |
| Outer Critics Circle Awards                                       | 2025 | Outstanding Book of a Musical                               | Will Aronson and Hue Park                                                | Venceu    | [ 12 ] |
| Outer Critics Circle Awards                                       | 2025 | Outstanding Score                                           | Will Aronson and Hue Park                                                | Venceu    | [ 12 ] |
| Outer Critics Circle Awards                                       | 2025 | Outstanding Orchestrations                                  | Will Aronson                                                             | Indicado  | [ 12 ] |
| Outer Critics Circle Awards                                       | 2025 | Outstanding Direction of a Musical                          | Michael Arden                                                            | Venceu    | [ 12 ] |
| Outer Critics Circle Awards                                       | 2025 | Outstanding Scenic Design                                   | Dane Laffrey                                                             | Indicado  | [ 12 ] |
| Outer Critics Circle Awards                                       | 2025 | Outstanding Lighting Design                                 | Ben Stanton                                                              | Indicado  | [ 12 ] |
| Outer Critics Circle Awards                                       | 2025 | Outstanding Sound Design                                    | Peter Hylenski                                                           | Indicado  | [ 12 ] |
| Tony Awards                                                       | 2025 | Best Musical                                                | Maybe Happy Ending                                                       | Venceu    | [ 13 ] |
| Tony Awards                                                       | 2025 | Best Book of a Musical                                      | Will Aronson and Hue Park                                                | Venceu    | [ 13 ] |
| Tony Awards                                                       | 2025 | Best Original Score                                         | Will Aronson and Hue Park                                                | Venceu    | [ 13 ] |
| Tony Awards                                                       | 2025 | Best Performance by an Actor in a Leading Role in a Musical | Darren Criss                                                             | Venceu    | [ 13 ] |
| Tony Awards                                                       | 2025 | Best Scenic Design of a Musical                             | Dane Laffrey and George Reeve                                            | Venceu    | [ 13 ] |
| Tony Awards                                                       | 2025 | Best Costume Design of a Musical                            | Clint Ramos                                                              | Indicado  | [ 13 ] |
| Tony Awards                                                       | 2025 | Best Lighting Design of a Musical                           | Ben Stanton                                                              | Indicado  | [ 13 ] |
| Tony Awards                                                       | 2025 | Best Sound Design of a Musical                              | Peter Hylenski                                                           | Indicado  | [ 13 ] |
| Tony Awards                                                       | 2025 | Best Direction of a Musical                                 | Michael Arden                                                            | Venceu    | [ 13 ] |
| Tony Awards                                                       | 2025 | Best Orchestrations                                         | Will Aronson                                                             | Indicado  | [ 13 ] |